# Edoardo IV d'Inghilterra
Edoardo IV di York (Rouen, 28 aprile 1442 – Westminster, 9 aprile 1483) è stato re d'Inghilterra dal 4 marzo 1461 al 9 aprile 1483, con un'interruzione di circa cinque mesi e mezzo nel periodo a cavallo tra il 1470–1471, quando tornò sul trono Enrico VI.

## Biografia

### Origini
Nato a Rouen il 28 aprile 1442 era il figlio quartogenito nonché l'erede di Riccardo Plantageneto, III duca di York e di Cecily Neville.

### Anni giovanili
Ben poco è noto dell'infanzia di Edoardo IV fino al momento in cui fu nominato dal padre Conte di March e fu coinvolto nel conflitto in seguito noto come "guerra delle due rose".
Infatti, dopo che, nel 1458, era stata inscenata una pacificazione fittizia, tra suo padre e il re Enrico VI, si arrivò a uno scontro armato: gli York, il conte di Warwick, Richard Neville e i loro alleati si erano riuniti, a Ludlow, a settembre del 1459, ma quando l'esercito realista sopraggiunse, essi si dispersero nella rotta di Ludford, avvenuta al ponte di Ludford, nello Shropshire.
Il duca Riccardo di York e il suo secondogenito, Edmondo, conte di Rutland, si ritirarono prima in Galles e poi in Irlanda, dove furono accolti con entusiasmo, mentre l'erede di Riccardo, Edoardo, che condivideva con il padre il titolo di conte di March si ritirò a Calais con Warwick.
A giugno del 1460 i nobili ostili a Enrico VI spalleggiarono le rivendicazioni degli York appoggiando la sbarco di Edoardo di March e Warwick nel Kent. Conquistata Londra e fatto prigioniero il re, Edoardo attese l'arrivo del padre, Riccardo, che convocò, in ottobre, il parlamento a cui chiese di essere eletto re: il parlamento rifiutò, confermando Enrico VI re, ma acconsentì a nominare Riccardo erede al trono nonché protettore del regno, per l'aggravarsi della malattia di Enrico. Nel frattempo, la regina, Margherita d'Angiò, con l'appoggio degli scozzesi, aveva raccolto nel nord un imponente esercito che, riunitosi nello Yorkshire, si avviava verso sud.
Riccardo affrontò i lancasteriani, ma, il 30 dicembre 1460, nella battaglia di Wakefield, fu sconfitto e perse la vita, mentre suo figlio, Edmondo, conte di Rutland, fu pugnalato a morte dopo la battaglia e le rivendicazioni contro il sovrano Lancaster, Enrico VI d'Inghilterra, furono fatte sue da Edoardo, nuovo duca di York.

### Ascesa al trono
Edoardo e Warwick, tuttavia, dopo alcuni insuccessi iniziali, furono in grado di sconfiggere le forze fedeli ai Lancaster prima a Northampton (7 giugno) ove fu catturato e preso prigioniero anche il re Enrico VI e poi a Mortimer's Cross (2-3 febbraio 1461) a seguito della quale fecero il loro ingresso a Londra il 26 febbraio dello stesso anno.
Il 4 marzo 1461, su impulso di Warwick, il parlamento depose Enrico VI e nominò Edoardo re di Inghilterra, assicurandogli così prestigio e una solida base di operazioni contro i Lancaster che, sotto la guida della regina Margherita d'Angiò, riuscirono a sconfiggere gli York nella seconda battaglia di St. Albans e a liberare Enrico VI dalla prigionia.
Edoardo IV, tuttavia, reagì fulmineamente: inseguì i lancasteriani e rafforzò le sue pretese con una vittoria decisiva nella battaglia di Towton (North Yorkshire), del 29 marzo 1461, in cui l'esercito dei Lancaster fu praticamente annientato, ma senza riuscire a catturare Enrico VI e la regina, i quali riuscirono a fuggire.

### Primo regno di Edoardo

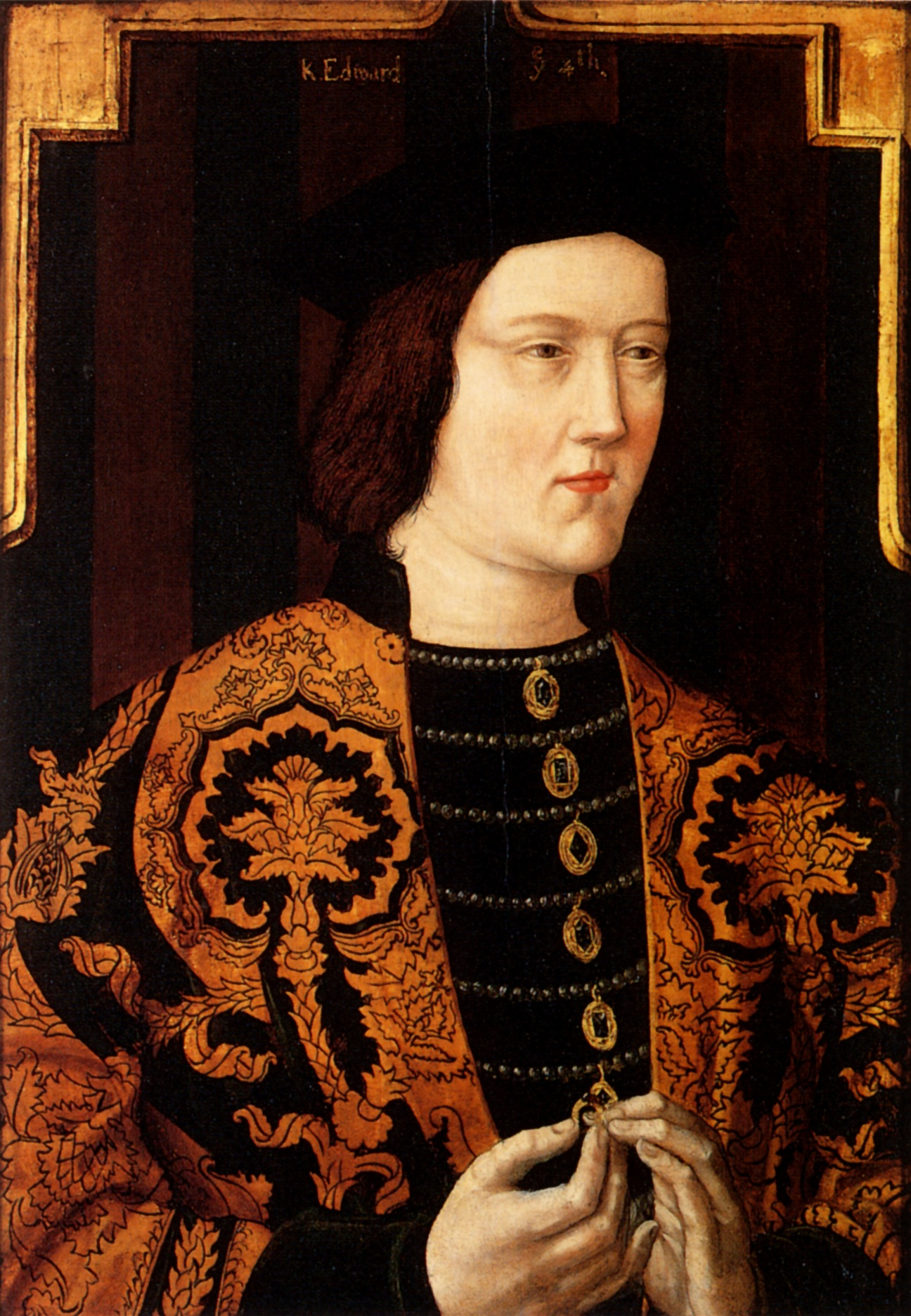
Edoardo IV d'Inghilterra.

Durante il primo periodo del regno di Edoardo IV, la resistenza dei Lancaster proseguì soprattutto sotto la guida della Regina Margherita e di pochi nobili fedeli delle contee settentrionali dell'Inghilterra e del Galles.
Enrico fu catturato da Edoardo nel 1465 e successivamente imprigionato nella Torre di Londra, mentre la Regina Margherita, visse in esilio in Scozia e quindi in Francia, decisa a riprendersi il trono a favore del marito e del figlio.
I primi anni di regno di Edoardo IV furono dominati dalla figura di Richard Neville, duca di Warwick che, de facto, resse le redini del potere cercando di consolidare il dominio degli York, negoziando il matrimonio tra Edoardo e una delle figlie del re di Francia.
Edoardo, che inizialmente sembrava condividere i desideri del duca, in seguito decise autonomamente, sposando segretamente, il 1º maggio 1464, la vedova del lancasteriano John Gray, Elisabetta Woodville.
La scelta del sovrano destò forti scalpori tra la nobiltà dell'epoca ed è tuttora oggetto di controversie tra gli storici contemporanei: Ross, infatti, ritenne il matrimonio frutto di un impulso che certamente non giovò alla casa di York; J.r. Lander, riprendendo P.M. Kendall, lo ritenne derivato dall'infatuazione; al contrario, Christine Carpenter lo definì come finalizzato a garantire un legame con gli aderenti dei Lancaster, idea ripresa da Wilkinson secondo cui fu "legame d'amore e anche una fredda, calcolata mossa politica".

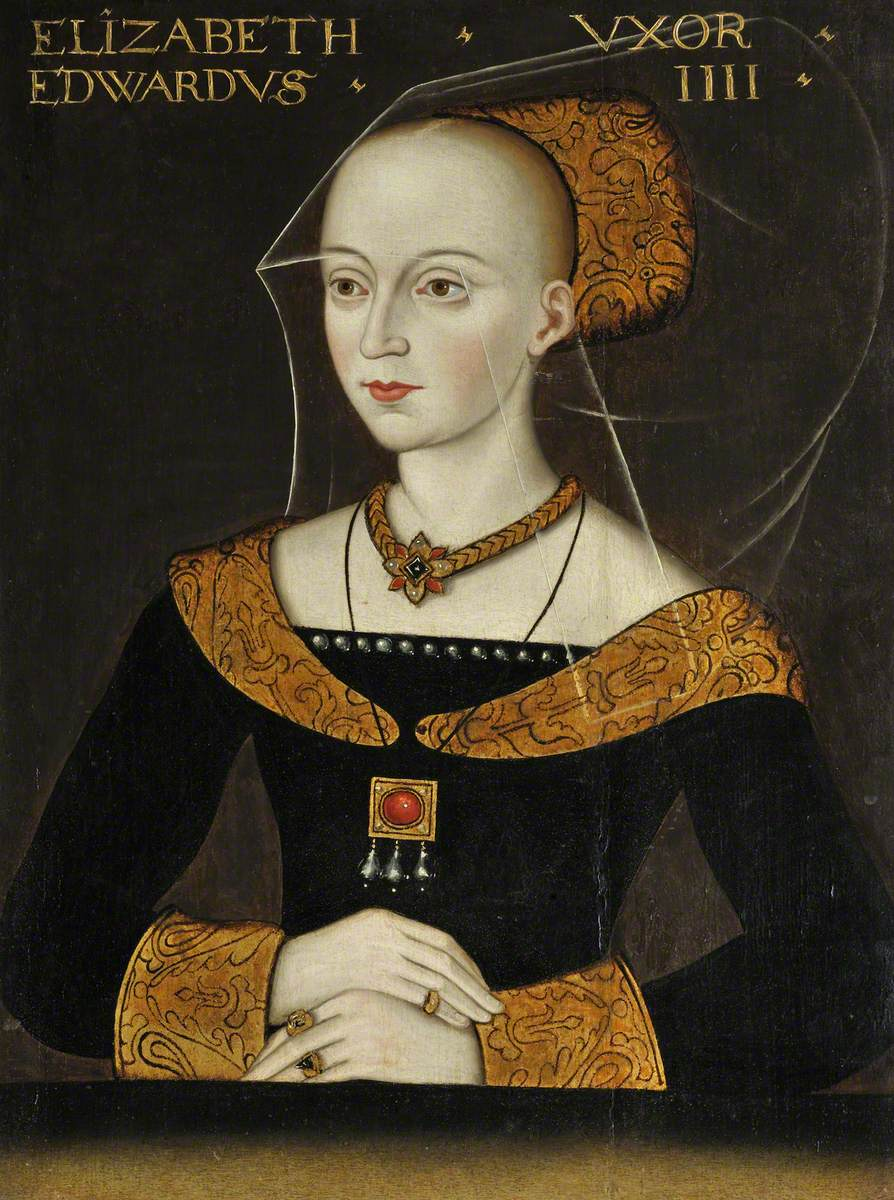
Elisabetta Woodville.

Quando il matrimonio fu reso pubblico, il re e la regina negoziarono matrimoni vantaggiosi per le sorelle della regina; presto, però, il prestigio raggiunto dalla famiglia della regina, irritò Lord Warwick, allontanandolo sempre di più dal sovrano.
Nell'autunno del 1467 le relazioni tra Warwick e il re precipitarono tanto che il conte preferì ritirarsi nei suoi possessi privati e, con l'aiuto del giovane fratello del sovrano, Giorgio Plantageneto, I duca di Clarence, il quale, l'11 luglio del 1469, aveva sposato sua figlia, Isabella, e quindi era divenuto suo genero, prese le armi contro Edoardo.
Il grosso dell'esercito reale, privo di Edoardo, fu sconfitto nella battaglia di Edgecote Moor, presso Banbury, nell'Oxfordshire, ed Edoardo fu successivamente catturato a Olney.
Le forze di Warwick imprigionarono il suocero e il cognato di Edoardo, Richard Woodville e Giovanni Woodville, dopo la battaglia di Edgecote Moor.
Warwick cercò allora di governare nel nome di Edoardo, ma la nobiltà, molta della quale doveva le proprie nomine al re, si mostrò restia e temendo una ribellione, Warwick fu costretto a rilasciare Edoardo, che non sentendosi sicuro, non solo non si vendicò, ma li perdonò e favorì una riconciliazione.

### Il ritorno di Enrico VI
La riconciliazione fu effimera: pochi mesi dopo, approfittando di un tumulto scoppiato nel Lincolnshire, Warwick e Clarence si ribellarono apertamente al re ma furono sconfitti e obbligati a fuggire a Calais e a rifugiarsi in Francia.
Lì conclusero un'alleanza con la regina Margherita, consorte di Enrico VI, in base alla quale Warwick acconsentì alla restaurazione di Enrico VI, in cambio dell'aiuto francese per condurre un'invasione dell'Inghilterra. Con l'aiuto del re Luigi XI di Francia (il quale aveva tutto l'interesse a indebolire la posizione di Edoardo, rinvigorendo le pretese dei Lancaster), dopo aver fatto sposare sua figlia, Anna Neville, con il principe di Galles, Edoardo di Lancaster, Warwick tornò in Inghilterra, sconfisse gli York in battaglia, liberò Enrico VI e lo rimise sul trono il 3 ottobre 1470.
Edoardo, quando seppe che il fratello di Warwick John Neville, I marchese di Montagu aveva cambiato partito a favore dei Lancaster, rendendo la posizione militare dello York insostenibile dovette fuggire e rifugiarsi in Borgogna, ove governavano il cognato Carlo il Temerario e la sorella Margherita.

Uno degli Stendardi reali usati da Edoardo IV, esso rappresenta un leone bianco, per i suoi diritti sulla contea di March

Il ritorno in auge di Enrico durò molto poco. In quel momento gli anni passati alla macchia e in prigionia avevano avuto il loro peso sul monarca, che, tanto per cominciare, era privo della forza di volontà e mentalmente instabile. Warwick governava, ma, nell'arco di pochi mesi, fece il passo più lungo della gamba e dichiarò guerra alla Borgogna, il cui governante reagì fornendo a Edoardo IV l'aiuto necessario per riprendersi il trono con la forza. Edoardo tornò in Inghilterra, valendosi di una flotta messagli a disposizione da diverse città anseatiche con un contingente relativamente piccolo, evitò la cattura da parte di forze potenzialmente ostili esternando le sue rivendicazioni, proprio come aveva fatto Enrico Bolingbroke settanta anni prima.
La città di York gli chiuse comunque le porte, ma appena marciò verso sud, Edoardo cominciò a raccogliere consensi e Clarence (che aveva compreso che le sue fortune sarebbero state migliori come fratello del re, piuttosto che sotto Enrico VI) si unì al medesimo. Edoardo sconfisse Warwick nella battaglia di Barnet, dove Warwick cadde in combattimento; e dopo la morte di quest'ultimo, l'ultima resistenza Lancaster fu debellata nella battaglia di Tewkesbury del 4 maggio 1471. L'erede Lancaster, Edoardo di Lancaster principe di Galles, cadde sul campo di battaglia o subito dopo, e alcuni giorni dopo, nella notte in cui Edoardo rientrò a Londra, Enrico VI, già prigioniero, fu assassinato.

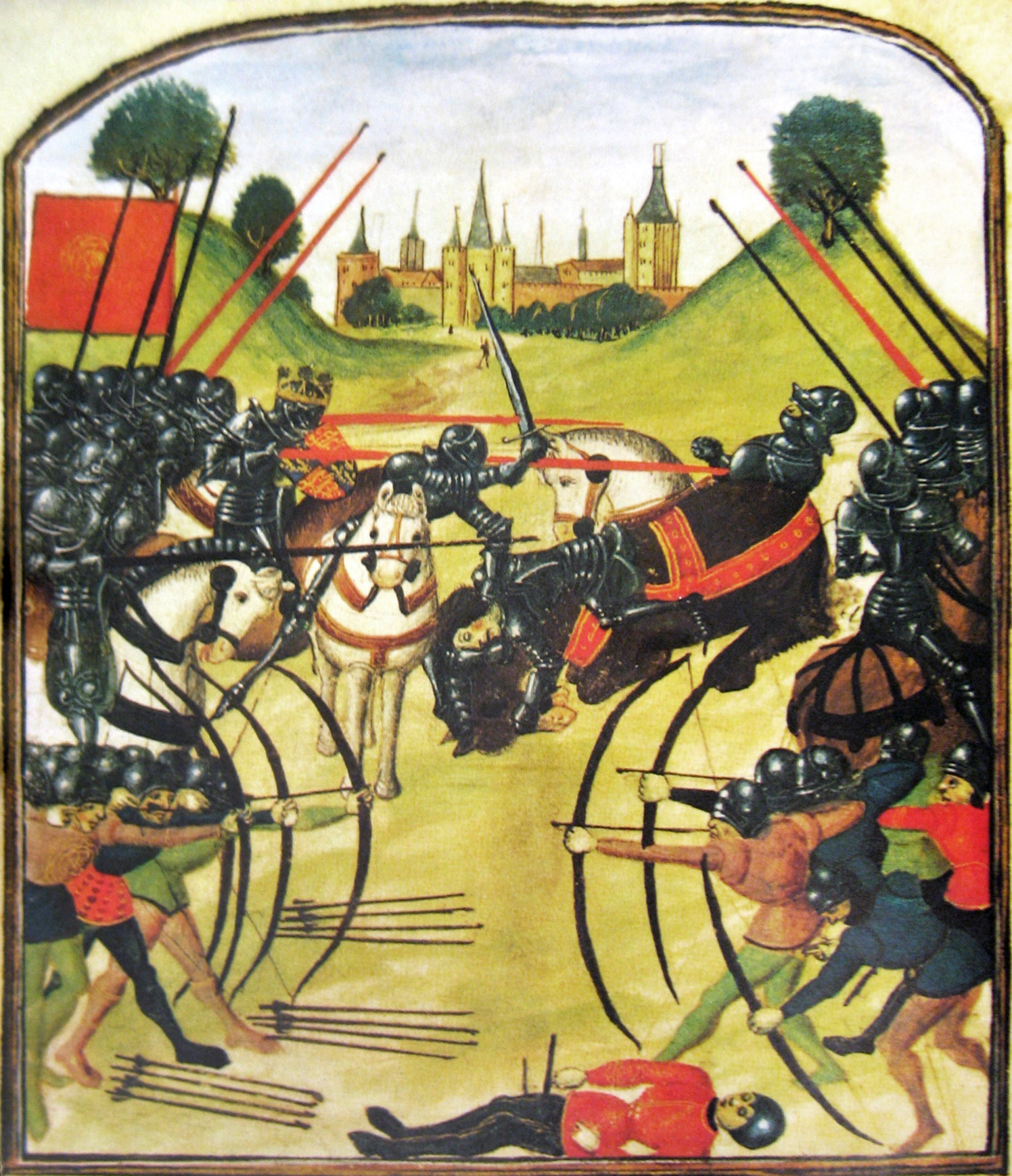
La battaglia di Tewkesbury in un manoscritto di Gand.

### Secondo regno di Edoardo
Edoardo non affrontò nessun'altra ribellione dopo il suo ritorno, poiché la discendenza Lancaster poteva considerarsi estinta e il suo unico rivale in vita era Enrico Tudor, che si trovava in esilio. Nel 1472 il più giovane dei fratelli di Edoardo, il duca di Gloucester Riccardo (il futuro Riccardo III), si sposò con Anna Neville, la figlia di Warwick, vedova di Edoardo di Lancaster principe di Galles.
Nel 1474, nel trattato di pace di Utrecht, Edoardo aveva riconfermato i privilegi ai mercanti della Hansa, praticamente consegnando loro il monopolio dei commerci con l'Europa centrale. A luglio del 1474 Edoardo stipulò un trattato di amicizia perpetua con suo cognato, il duca di Borgogna, Carlo il Temerario, che lo impegnò nel preparare guerra alla Francia, che dichiarò e, nel luglio del 1475, alla guida di un ottimo esercito di invasione, sbarcò in Francia.
Ad agosto ebbe un incontro a Picquigny con Luigi XI con cui venne a patti (trattato di Picquigny): il trattato prevedeva a suo favore un pagamento immediato di 75.000 corone e in seguito una rendita annua di 50.000 corone, finché Edoardo viveva, infine altre 50.000 corone per il riscatto di Margherita d'Angiò; in cambio l'esercito d'invasione tornò in Inghilterra, determinando così la fine della guerra dei cent'anni.
Accanto a tale politica estera Edoardo IV attuò una positiva attività di espansione commerciale e di riorganizzazione del demanio reale: riorganizzò la cancelleria dello Scacchiere, creò un corpo di funzionari per amministrare il demanio della corona, intraprese egli stesso un'attività di commercio esportando all'estero i frutti delle tenute e dei possedimenti demaniali, infine, allo scopo di garantire un più efficiente controllo amministrativo, istituì il Concilio del Galles e il Concilio del Nord (affidandone la presidenza di quest'ultimo organo al fratello minore, Riccardo).
Tuttavia tale attività amministrativa, ancorché lodevole, fu in parte offuscata dai forti contrasti in seno alla corte che raggiunsero il culmine con la controversa fine di Giorgio Plantageneto, duca di Clarence, fratello minore del re: egli, infatti, dopo essersi visto rifiutare dal re la sua proposta di sposare Margherita di Borgogna, fu sospettato di cospirazione, di avere richiesto giuramenti per sé stesso e di preparare una rivolta; nel gennaio del 1478, Edoardo IV decise di imprigionare il fratello, fece approvare dal parlamento una legge che lo escludesse dalla successione e ne espropriasse le proprietà e, infine, lo fece condannare a morte, il 18 febbraio dello stesso anno (una tradizione vuole che sia stato annegato in una tinozza di malvasia nella Torre di Londra).
In seguito, nel 1482, Edoardo appoggiò un tentativo di Alexander Stewart, duca d'Albany e fratello del re scozzese Giacomo III, di insidiarne il trono e, nonostante l'occupazione di Edimburgo e la riconquista di Berwick-upon-Tweed agli Scozzesi, da parte di Riccardo di Gloucester e la cattura del sovrano scozzese, non fu raggiunto nessun accordo e, pochi mesi dopo la morte di Edoardo IV, il duca di Gloucester, divenuto Riccardo III decise di porre fine alla guerra e ritirarsi.

### Morte
Negli ultimi anni di vita Edoardo iniziò a soffrire di obesità e altri problemi di salute che gli storici coevi attribuirono ai suoi eccessi nel cibo e alla notoria promiscuità del sovrano.
Durante le celebrazioni per Pasqua del 1483, Edoardo cadde malato e, prima di morire aggiunse alcuni codicilli testamentari, di cui il più importante era la nomina del fratello Riccardo di Gloucester a Lord Protettore del Regno, dopo la sua morte. Morì a Westminster il 9 aprile 1483, probabilmente per una polmonite, e fu sepolto nella Saint George Chapel di Windsor. Gli subentrò il figlio dodicenne Edoardo V, che venne escluso dal trono e sostituito dallo zio, Riccardo III. La figlia di Edoardo IV, Elisabetta di York, due anni dopo, divenne la regina consorte di Enrico di Richmond (Enrico VII).

## Immagine storica

### Presunta illegittimità
Dopo che Edoardo fu salito al trono, in Francia, nemica dell'Inghilterra, nacquero voci che ne mettevano in dubbio la legittimità, poi riprese da Richard Neville, XVI conte di Warwick durante la sua ribellione, nel tentativo di mettere sul trono il fratello minore, Giorgio Plantageneto, I duca di Clarence, sul trono. Tuttavia lo stesso padre di Edaordo, Riccardo Plantageneto, III duca di York, non ebbe mai dubbi sulla legittimità del suo erede, tanto che ne propose le nozze con una principessa francese. Domenico Mancini riportò che la stessa madre di Edoardo, Cecilia Neville, si sarebbe detta disposta a dichiarare il proprio figlio illegittimo a seguito del controverso matrimonio di quest'ultimo con Elisabetta Woodville.
La suddetta dichiarazione è stata riportata solo da tale Domenico Mancini, un italiano che nel 1483 si trovava in Inghilterra ed è resa ancora più controversa dal fatto che il fratello di Edoardo, Riccardo III d'Inghilterra, nel presentare il suo diritto al trono, non fece riferimento all'illegittimità di Edoardo ma piuttosto a un vizio di forma del matrimonio di quest'ultimo che rendeva illegittimi i suoi figli.

### Figura e carattere
Alto quasi due metri, robusto, di bella presenza, Edoardo IV fu un abile tattico: era capace di riconoscere e sfruttare a proprio vantaggio la debolezza delle linee nemiche e di acquisire la stima e la devozione dei propri uomini grazie alla sua temerarietà. In ogni caso, era molto più portato al combattimento a stretto raggio che alla strategia di lungo termine.
Al di fuori delle doti belliche, tuttavia, il sovrano si dimostrò mediocre: era pressoché privo di doti amministrative, un edonista devoto quasi esclusivamente ai propri piaceri, testardo, indeciso nell'affrontare le ribellioni (specialmente nel 1461), vano e generalmente poco perspicace tanto da essere considerato, almeno dal contemporaneo Philippe de Commynes, come un principe affascinante ma dalle scarse doti politiche.

### Popolarità
Grazie al valore conquistato sui campi di battaglia e a un'indole affabile, cortese, tendenzialmente conciliante verso gli interessi popolari, Edoardo IV conquistò una grande popolarità presso i sudditi, specialmente rispetto al suo predecessore, Enrico VI: la sua politica commerciale, che cercò di espandere e proteggere i commercianti per il bene del commercio inglese stesso, gli permise d'ingraziarsi i mercanti locali.
Con il tempo però gli errori e le scarsi doti amministrative erosero la popolarità del sovrano (specialmente tra la nobiltà) e, quando nel 1471 invase l'Inghilterra, non molta della gente comune celebrò il suo ritorno.

## Discendenza
Edoardo ebbe dieci figli legittimi da Elisabetta Woodville, di cui solo sette gli sopravvissero:
- Elisabetta (11 febbraio 1466 – 11 febbraio 1503), regina consorte di Enrico VII d'Inghilterra e madre di Enrico VIII;
- Maria (11 agosto 1467 – 23 maggio 1482);
- Cecilia (20 marzo 1469 – 24 agosto 1507), sposò prima Giovanni Welles, I visconte Welles, e poi Tommaso Kymbe;
- Edoardo V, nominalmente per un breve periodo re d'Inghilterra (4 novembre 1470 – 1483?), uno dei Principi nella Torre;
- Margherita (10 aprile 1472 – 11 dicembre 1472);
- Riccardo, duca di York (17 agosto 1473 – 1483?), uno dei Principi nella Torre;
- Anna (2 novembre 1475 – 23 novembre 1511), sposò Thomas Howard, III duca di Norfolk conte di Surrey.
- Giorgio (marzo 1477 – marzo 1479), duca di Bedford.
- Caterina (14 agosto 1479 – 15 novembre 1527), sposò William Courtenay, I conte di Devon.
- Brigida (10 novembre 1480 – 1517)z prese i voti e fu suora a Dartford.

Mediante un atto del parlamento (il Titulus Regius) approvato per giustificare l'ascesa di Riccardo III, tutti i figli di Edoardo ed Elisabetta Woodville furono dichiarati illegittimi, con il pretesto che Edoardo aveva stipulato un contratto matrimoniale con un'altra donna, in data antecedente al legame con la Woodville. Il documento fu annullato da Enrico VII.
Edoardo ebbe inoltre diverse amanti, fra cui Eleanor Talbot, Elizabeth Lucy e Jane Shore, la più nota: quest'ultima fu costretta da Riccardo III a fare pubblica penitenza a Paul's Cross, ma secondo Tommaso Moro la donna, benché seminuda, apparve così composta e dignitosa da ricevere le lodi della folla venuta a denigrarla. 
Edoardo IV ebbe diversi figli illegittimi, tre dei quali riconosciuti: 
- Elisabetta Plantageneta (nata nel 1464), presumibilmente figlia di Elizabeth Lucy. Sposò Thomas Lumley, uno dei figli del barone George Lumley;
- Arturo Plantageneto, I visconte Lisle (1460/1470 - 3 marzo 1542). Fu autore delle Lettere di Lisle, una delle principali fonti sul periodo Tudor. Sposò Elizabeth Grey, da cui ebbe tre figlie: Frances, Elizabeth e Bridget;
- Grace Plantageneta, che crebbe sotto la tutela della regina Elisabetta Woodville.

Oltre a questi, pubblicamente riconosciuti, esistono numerose altre pretese, fra cui quelle di Mary, seconda moglie di Henry Harman di Ellam, e di Isabel Mylbery (nata intorno al 1470), che sposò John Tuchet, figlio di John Tuchet, VI barone Audley. 

## Ascendenza
|                                               |                                          |                                            | Genitori                             |  |  | Nonni |  |  | Bisnonni                             |  |  | Trisnonni                 |  |
|                                               |                                          |                                            |                                      |  |  |       |  |  | Edmondo Plantageneto, I duca di York |  |  | Edoardo III d'Inghilterra |  |
|                                               |                                          |                                            |                                      |  |  |       |  |  | Edmondo Plantageneto, I duca di York |  |  | Edoardo III d'Inghilterra |  |
|                                               |                                          | Filippa di Hainaut                         |                                      |  |  |       |  |  | Edmondo Plantageneto, I duca di York |  |  |                           |  |
| Riccardo Plantageneto, III conte di Cambridge |                                          |                                            |                                      |  |  |       |  |  | Edmondo Plantageneto, I duca di York |  |  |                           |  |
|                                               |                                          | Isabella di Castiglia                      | Pietro I di Castiglia                |  |  |       |  |  |                                      |  |  |                           |  |
|                                               |                                          | Isabella di Castiglia                      | Pietro I di Castiglia                |  |  |       |  |  |                                      |  |  |                           |  |
|                                               |                                          | Isabella di Castiglia                      | Maria di Padilla                     |  |  |       |  |  |                                      |  |  |                           |  |
| Riccardo Plantageneto, III duca di York       |                                          | Isabella di Castiglia                      |                                      |  |  |       |  |  |                                      |  |  |                           |  |
|                                               |                                          | Ruggero Mortimer, IV conte di March        | Edmondo Mortimer, III conte di March |  |  |       |  |  |                                      |  |  |                           |  |
|                                               |                                          | Ruggero Mortimer, IV conte di March        | Edmondo Mortimer, III conte di March |  |  |       |  |  |                                      |  |  |                           |  |
|                                               |                                          | Ruggero Mortimer, IV conte di March        | Filippa Plantageneta                 |  |  |       |  |  |                                      |  |  |                           |  |
| Anna Mortimer                                 |                                          | Ruggero Mortimer, IV conte di March        |                                      |  |  |       |  |  |                                      |  |  |                           |  |
|                                               |                                          | Alianore Holland                           | Thomas Holland, II conte di Kent     |  |  |       |  |  |                                      |  |  |                           |  |
|                                               |                                          | Alianore Holland                           | Thomas Holland, II conte di Kent     |  |  |       |  |  |                                      |  |  |                           |  |
|                                               |                                          | Alianore Holland                           | Alice FitzAlan                       |  |  |       |  |  |                                      |  |  |                           |  |
| Edoardo IV d'Inghilterra                      |                                          | Alianore Holland                           |                                      |  |  |       |  |  |                                      |  |  |                           |  |
|                                               | John Neville, III barone Neville di Raby | Ralph Neville, II barone Neville di Raby   |                                      |  |  |       |  |  |                                      |  |  |                           |  |
|                                               | John Neville, III barone Neville di Raby | Ralph Neville, II barone Neville di Raby   |                                      |  |  |       |  |  |                                      |  |  |                           |  |
|                                               | John Neville, III barone Neville di Raby | Alice Audley                               |                                      |  |  |       |  |  |                                      |  |  |                           |  |
| Ralph Neville, I conte di Westmorland         | John Neville, III barone Neville di Raby |                                            |                                      |  |  |       |  |  |                                      |  |  |                           |  |
|                                               |                                          | Maud Percy                                 | Henry de Percy, II barone Percy      |  |  |       |  |  |                                      |  |  |                           |  |
|                                               |                                          | Maud Percy                                 | Henry de Percy, II barone Percy      |  |  |       |  |  |                                      |  |  |                           |  |
|                                               |                                          | Maud Percy                                 | Idonea Clifford                      |  |  |       |  |  |                                      |  |  |                           |  |
| Cecily Neville                                |                                          | Maud Percy                                 |                                      |  |  |       |  |  |                                      |  |  |                           |  |
|                                               |                                          | Giovanni Plantageneto, I duca di Lancaster | Edoardo III d'Inghilterra            |  |  |       |  |  |                                      |  |  |                           |  |
|                                               |                                          | Giovanni Plantageneto, I duca di Lancaster | Edoardo III d'Inghilterra            |  |  |       |  |  |                                      |  |  |                           |  |
|                                               |                                          | Giovanni Plantageneto, I duca di Lancaster | Filippa di Hainaut                   |  |  |       |  |  |                                      |  |  |                           |  |
| Joan Beaufort, contessa di Westmorland        |                                          | Giovanni Plantageneto, I duca di Lancaster |                                      |  |  |       |  |  |                                      |  |  |                           |  |
|                                               |                                          | Katherine Swynford                         | Payne De Roet                        |  |  |       |  |  |                                      |  |  |                           |  |
|                                               |                                          | Katherine Swynford                         | Payne De Roet                        |  |  |       |  |  |                                      |  |  |                           |  |
|                                               |                                          | Katherine Swynford                         |                                      |  |  |       |  |  |                                      |  |  |                           |  |
|                                               |                                          | Katherine Swynford                         |                                      |  |  |       |  |  |                                      |  |  |                           |  |